# Burg Brie

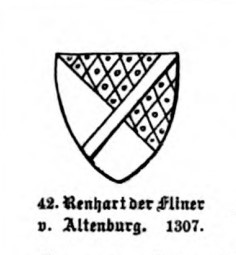
Wappen des Reinhart Fleiner von Altenburg (1307). Die Ähnlichkeit der Wappen spricht für eine Verwandtschaft mit den Herren von Brie

Die Burg Brie, auch Bry genannt, ist eine abgegangene Burg auf der linken Neckarseite im Vorstadtbereich Brye des Stuttgarter Stadtteils Bad Cannstatt in Baden-Württemberg.

## Geschichte
Die Befestigungsanlage ist um 1230 als Wasserburg beziehungsweise als eine mit Wassergräben geschützte Turmhügelburg (Motte) belegt. Sie lag im Bereich der heutigen Hallstraße, im Abschnitt zwischen Aachener Straße und Brückenstraße. In der Nachbarschaft der Burg befanden sich im 13. Jahrhundert vermutlich Wohnhäuser, die den Stadtteil Brie, auch geschrieben Brye, bildeten. In den Jahren 1247 bis 1442 werden Vögte von Brie urkundlich genannt, teilweise lautet die Schreibung auch noch de Brige oder von Brüge. Reinhard und Albert von Brie werden 1247 erwähnt. Für 1269 sind die Ritter Reinhard und Conrad von Brie (milites Reinhardus et Conradus de Brie) nachgewiesen. Ein Albert von Brihe erscheint 1273 und für 1275 ist ein Baldemarus de Brige bekannt.
Die Burg Brie wurden im Jahre 1287 wie alle Stuttgarter Burgen sowie bereits 1286 die Stadtmauer von Stuttgart durch Truppen von Rudolf von Habsburg zerstört. Die Anlage ging damals aber noch nicht unter, wie spätere Nennungen belegen. Im Jahre 1604 wird ein Rest der Anlage noch als "kleines altes Häuslein" erwähnt, das längst in bürgerlichem Besitz stand.
Auch die Herren von Brie werden noch bis ins 15. Jahrhundert erwähnt. Im Jahr 1280 überließ Albertus de Brie dem Spital Esslingen Weinberge und ein Haus in Brie. 1296 verzichtete Vogt Albrecht von Brüe auf alle Ansprüche an die von ihm an das Esslinger Spital verkauften Güter, ebenso 1307 sein Sohn Johannes von Brie. 1336 verkaufte Wolf Vogt von Brye Güter an die Heiligenpflege zu Berg. 1362 veräußerte Wolf von Brye seinen Hof zu Geisingen. 1434 werden Wernher von Bry und seine Frau Anna von Tachenhausen erwähnt. 1437 verkauft Wernher Grundstücke zu Kembach. Als letzter seines Geschlechts erscheint 1344 ein Wolf von Prie in einer Urkunde als Zeuge.
Otto von Alberti konnte das Wappen ermitteln, dass Wolf von Brie um 1339 geführt hatte. Das Wappen der Herren von Brie ähnelt dem derer von Altenburg und derer von Berg. Aufgrund der räumlichen Nähe der drei Burgen kann eine Verwandtschaft als nahezu sicher angenommen werden.
In der frühen Neuzeit war das Gebiet von Brie überwiegend Grünland, der Name Brie/Brye lebte als Flurname weiter sowie als Bezeichnung für die außerhalb der Stadtmauern links des Neckars gelegenen Häuser von Cannstatt. Ab etwa 1830 ging aus dieser frühen Bebauung die heutige Neckarvorstadt von Bad Cannstatt hervor. Der alte Flurname besteht fort in der Bryestraße, einer Querstraße der Aachener Straße in unmittelbarer Nähe der abgegangenen Burg.
Der Ortsname Brie hat etymologische Parallelen in Frankreich, der Schweiz und Italien und geht auf das keltische Wort *briga "Hügel, Hügelfestung" zurück. 